# Fábio Cardoso
Fábio Rafael Rodrigues Cardoso, mais conhecido como Fábio Cardoso (Águeda, 19 de abril de 1994) é um futebolista português que atua como zagueiro. Atualmente defende o F.C. Porto.

## Carreira

### Início
Nascido na freguesia de Águeda e filho dos lojistas Paulo e Teresa, Cardoso começou nas categorias de base do RD Águeda aos nove anos de idade, onde ficou por três anos no clube até disputar participar de um treino de captação do Benfica em 2006 em Taboeira, Aveiro, aos 12 anos. Também atraiu a atenção do Sporting, mas o Benfica foi mais rápido e levou.

### Benfica
Nos primeiros momentos, Fábio tinha que sair de Águeda e deslocar-se cerca de 500 km em viagens de ida e volta a Lisboa para treinar  cerca de três a quatro vezes por semana, além de jogar aos fins de semana. Nessa época, Cardoso estudava e tinha que conciliar treinos e os estudos, com seu pai sempre o acompanhando no percurso. Na época, jogava como avançado e foi recuado pelo técnico.
No seu início de base era atacante, mas foi recuando tornou-se zagueiro com o técnico Luís Nascimento. Na base, tinha a fama de fazer bastante gols mesmo sendo zagueiro. Chegou a treinar com o time principal em alguns treinos, tendo sido relacionado pela primeira vez a uma partida oficial em 19 de dezembro de 2012 pelo então técnico dos encarnados Jorge Jesus, em jogo da Taça da Liga contra o Olhanense.
Permaneceu nas categorias de base do clube por 11 anos, até o ano de 2015, tendo ganho alguns títulos como um Nacional de Juniores em 2012–13. Na temporada  2014–15, era capitão e titular do time do Benfica B comandado pelo técnico Hélder Cristóvão, tendo disputado 11 jogos e feito três gols, todos em clássicos (sendo um na vitória por 1–0 sobre o Sporting e dois na derrota de 3–2 sobre o Porto), antes de ser emprestado ao Paços de fevereiro em 2015.

### Paços de Ferreira
Em 15 de janeiro de 2015, foi anunciado como novo reforço do Paços de Ferreira para o restante da temporada. Fez seu estreia pelo Paços de Ferreira na derrota de 5–0 para o Porto, entrando nos minutos finais. Já seu primeiro jogo como titular foi na vitória por 2–1 sobre o Penafiel. Em 6 de julho, seu empréstimo foi renovado por mais um ano. Fez o gol do Paços na vitória de 1–0 sobre Vitória de Guimarães na 26.ª rodada  da Primeira Liga.

### Vitória de Setúbal
Em 7 de julho de 2016, foi anunciado seu desvinculo do Benfica e sua contratação pelo Setúbal, assinado contrato por quatro temporadas. Disputou 27 partidas pelo clube e fez um gol.

### Rangers
Foi anunciado pelo Rangers em 7 de junho de 2017, assinando por três temporadas. Sua passagem foi curta, tendo rescindido seu contrato com o clube escocês em 30 de julho de 2018, tendo feito 18 jogos e sem marcar gols.

### Santa Clara
Após a rescisão contratual com o Rangers, voltou a Portugal e foi anunciado pelo Santa Clara em 30 de julho de 2018, assinando por quatro temporadas.
Chegou ao seu sexto gol pela equipe e o seu primeiro na temporada em 4 de janeiro de 2020, na vitória de 1–0 sobre o Rio Ave na 15ª rodada da Primeira Liga. Com esse gol, Cardoso igualou Prokopenko e Brandão com seis gols na Primeira Liga, ficando apenas atrás de Ceará com dez gols no ranking de maiores artilheiros do clube no torneio.
Ao todo disputou três temporadas pelo clube, com 97 jogos e 11 gols feitos. Também foi titular absoluto e capitão enquanto esteve nos Açorianos.

### Porto
Em 1 de julho de 2021, foi anunciado como novo reforço do Porto, assinando de um contrato válido até 2026 por uma taxa de cerca 2,2 milhões de euros, utilizando a camisa 2. Sua estreia deu-se um mês depois, em 28 de setembro na derrota por 5–1 para o Liverpool na fase de grupos da Liga dos Campeões da UEFA.
Em 28 de novembro de 2021 na vitória de 2-1 sobre o Vitória de Guimarães, Cardoso completou seu jogo de número 150 na Primeira Liga. No seu primeiro clássico contra seu ex-time Benfica nas oitavas da Taça da Liga em 23 de dezembro, que terminou 3–0 para o Dragão, chegou a 250 jogos na carreira. Integrou o elenco campeão nacional do Porto na temporada, sendo esse primeiro título na carreira.

## Seleção Portuguesa

### Sub-19
Em julho de 2013, Cardoso foi um dos 18 convocados para representar Portugal na Eurocopa Sub-19.

### Sub-20
Em maio de 2014, foi um dos 20 convocados por Ilídio Vale para representar Portugal no Torneio de Toulon.
Entre as categorias Sub-15 e Sub-20, Fábio Cardoso obteve 31 partidas.

### Sub-21
Em 28 de agosto de 2021, foi um dos 23 convocados pelo técnico Rui Jorge para o primeiro jogo das eliminatórias para a Euro Sub-17 de 2019 contra a Albânia em 8 de setembro do mesmo ano.

### Principal
Foi um dos 55 nomes integrados por Fernando Santos na pré-lista de nomes que poderiam ir à Copa do Mundo de 2022. Porém, acabou não sendo chamado.

## Estatísticas
Atualizadas até 1 de julho de 2023.[carece de fontes?]

### Clubes
| Clube                    | Temporada         | Campeonato           | Campeonato | Campeonato | Taça Nacional | Taça Nacional | Taça da Liga | Taça da Liga | Competições Europeias | Competições Europeias | Total | Total |
| Clube                    | Temporada         | Liga                 | Jogos      | Golos      | Jogos         | Golos         | Jogos        | Golos        | Jogos                 | Golos                 | Jogos | Golos |
| ------------------------ | ----------------- | -------------------- | ---------- | ---------- | ------------- | ------------- | ------------ | ------------ | --------------------- | --------------------- | ----- | ----- |
| Benfica B                | 2012–13           | Segunda Liga         | 16         | 0          | —             | —             | —            | —            | —                     | —                     | 16    | 0     |
| Benfica B                | 2013–14           | Segunda Liga         | 27         | 0          | —             | —             | —            | —            | —                     | —                     | 27    | 0     |
| Benfica B                | 2014–15           | Segunda Liga         | 12         | 3          | —             | —             | —            | —            | —                     | —                     | 13    | 3     |
| Benfica B                | Total             | Total                | 55         | 3          | —             | —             | —            | —            | —                     | —                     | 55    | 3     |
| Paços de Ferreira (emp.) | 2014–15           | Primeira Liga        | 16         | 0          | 0             | 0             | 0            | 0            | —                     | —                     | 16    | 0     |
| Paços de Ferreira (emp.) | 2015–16           | Primeira Liga        | 22         | 1          | 1             | 0             | 4            | 0            | —                     | —                     | 27    | 1     |
| Paços de Ferreira (emp.) | Total             | Total                | 38         | 1          | 1             | 0             | 4            | 0            | —                     | —                     | 43    | 1     |
| Vitória FC               | 2016–17           | Primeira Liga        | 23         | 0          | 1             | 0             | 3            | 1            | —                     | —                     | 27    | 1     |
| Rangers                  | 2017–18           | Scottish Premiership | 12         | 0          | 1             | 0             | 3            | 0            | 2                     | 0                     | 18    | 0     |
| Santa Clara              | 2018–19           | Primeira Liga        | 30         | 5          | 1             | 1             | 0            | 0            | —                     | —                     | 31    | 6     |
| Santa Clara              | 2019–20           | Primeira Liga        | 30         | 2          | 2             | 0             | 2            | 0            | —                     | —                     | 34    | 2     |
| Santa Clara              | 2020–21           | Primeira Liga        | 28         | 3          | 4             | 0             | —            | —            | —                     | —                     | 32    | 3     |
| Santa Clara              | Total             | Total                | 88         | 10         | 7             | 1             | 2            | 0            | —                     | —                     | 97    | 11    |
| Porto                    | 2021–22           | Primeira Liga        | 14         | 0          | 5             | 0             | 0            | 0            | 2                     | 0                     | 21    | 0     |
| Porto                    | 2022–23           | Primeira Liga        | 17         | 2          | 4             | 1             | 5            | 0            | 4                     | 0                     | 30    | 3     |
| Porto                    | Total             | Total                | 31         | 2          | 9             | 1             | 5            | 0            | 6                     | 0                     | 51    | 3     |
| Total de Carreira        | Total de Carreira | Total de Carreira    | 247        | 16         | 19            | 2             | 17           | 1            | 8                     | 0                     | 291   | 19    |

1. ↑  Inclui Taça de Portugal e Taça da Escócia
2. ↑  Inclui Taça da Liga e Taça da Liga Escocesa
3. ↑  Jogos na Liga Europa
4. 1 2  Jogos na Liga dos Campeões

### Seleção Portuguesa
Atualizadas até dia 18 de maio de 2022.

#### Sub-15
| Ano   |       |      |         |
| Ano   | Jogos | Gols | Assist. |
| ----- | ----- | ---- | ------- |
| 2009  | 2     | 0    | 0       |
| Total | 2     | 0    | 0       |

#### Sub-16
| Ano   |       |      |         |
| Ano   | Jogos | Gols | Assist. |
| ----- | ----- | ---- | ------- |
| 2009  | 4     | 0    | 0       |
| 2010  | 5     | 0    | 0       |
| Total | 9     | 0    | 0       |

#### Sub-17
| Ano   |       |      |         |
| Ano   | Jogos | Gols | Assist. |
| ----- | ----- | ---- | ------- |
| 2010  | 3     | 0    | 0       |
| Total | 3     | 0    | 0       |

#### Sub-18
| Ano   |       |      |         |
| Ano   | Jogos | Gols | Assist. |
| ----- | ----- | ---- | ------- |
| 2011  | 2     | 0    | 0       |
| 2012  | 4     | 0    | 0       |
| Total | 6     | 0    | 0       |

#### Sub-19
| Ano   |       |      |         |
| Ano   | Jogos | Gols | Assist. |
| ----- | ----- | ---- | ------- |
| 2012  | 3     | 0    | 0       |
| 2013  | 4     | 0    | 0       |
| Total | 7     | 0    | 0       |

#### Sub-20
| Ano   |       |      |         |
| Ano   | Jogos | Gols | Assist. |
| ----- | ----- | ---- | ------- |
| 2014  | 4     | 0    | 0       |
| Total | 4     | 0    | 0       |

#### Sub-21
| Ano   |       |      |         |
| Ano   | Jogos | Gols | Assist. |
| ----- | ----- | ---- | ------- |
| 2015  | 0     | 0    | 0       |
| Total | 0     | 0    | 0       |

## Títulos

#### Benfica B
- Nacional de Juniores: 2012–13[carece de fontes?]

#### Porto
- Primeira Liga: 2021–22[carece de fontes?]
- Taça de Portugal: 2021–22, 2022–23, 2023–24[carece de fontes?]
- Taça da Liga: 2022–23[carece de fontes?]